# Phare de Saint Johns River
Le phare de Saint Johns River (en anglais : St. Johns River Light) est un phare situé à Jacksonville qui marque l'embouchure du fleuve Saint Johns, dans le comté de Duval en Floride.
Il est déclassé en 1929 et inscrit au Registre national des lieux historiques depuis le 3 juin 1976 sous le n° 76002237.

## Historique
Le phare  est situé, désormais,sur le terrain de la base navale de Mayport ouverte dans les années 1940. Construit en 1858, il fut déclassé en 1929 après 70 ans de service et remplacé par le bateau-phare St. Johns (LV-84) amarré à environ 12 km de l'embouchure. On le surnomme parfois le « Old St. Johns River Light » pour le distinguer du plus moderne phare de Saint Johns, construit en 1954.
Le phare fut le troisième phare à être érigé à l'embouchure du fleuve. Il s’agit du plus vieil édifice encore existant a Jacksonville. En 1980, il a été restauré par Shepard Associates. C'est une tour de 26 m en briques rouges, des escaliers en ardoise et un balcon, ainsi qu'une salle de lanterne blanche surmontée d'une coupole en cuivre. Un groupe local, la Mayport Lighthouse Association, espère entreprendre une restauration complète et ouvrir la structure au public.
Identifiant : ARLHS : USA-796 .

### Lien connexe
- Liste des phares en Floride